# Sauber C9

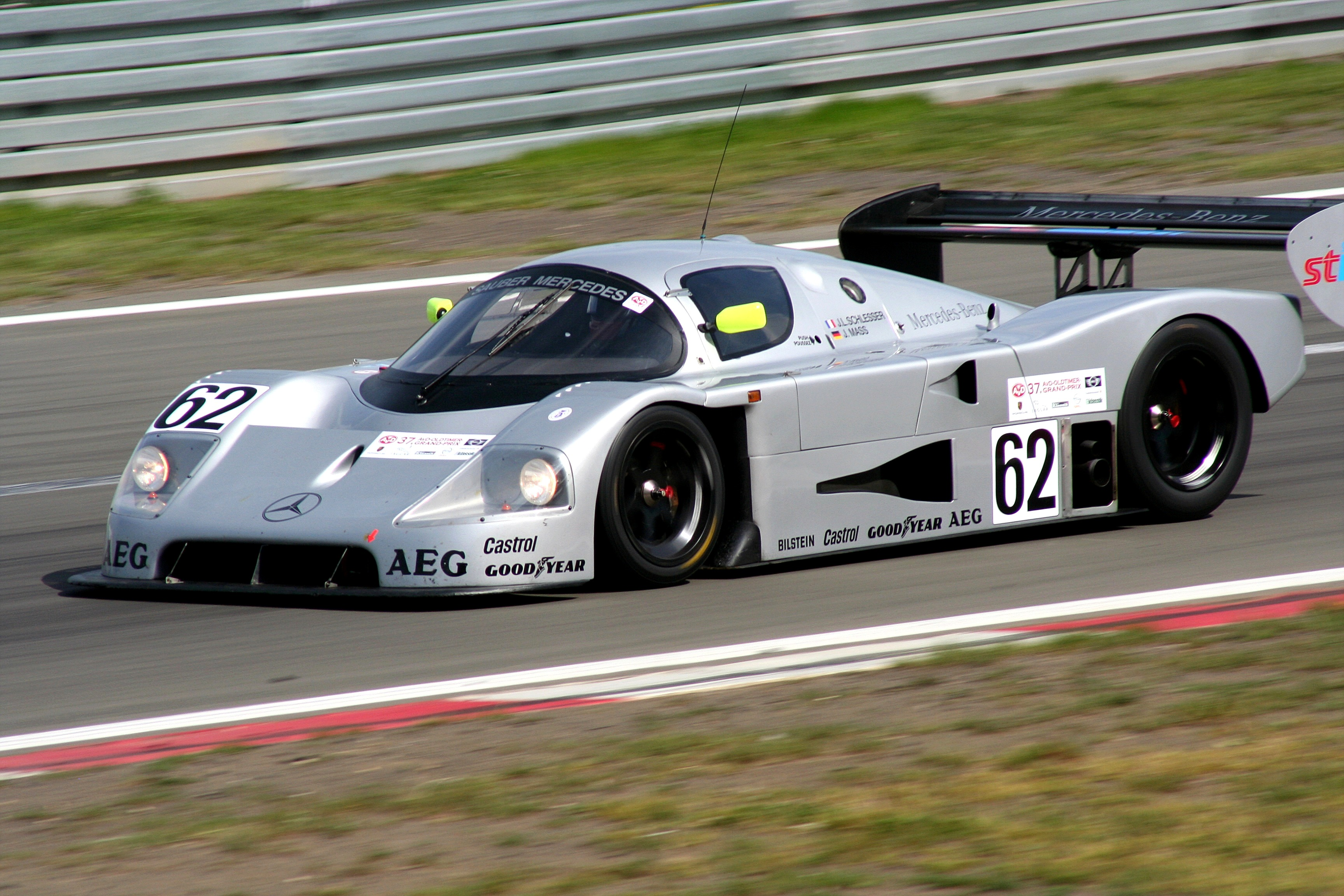
Sauber C9, Baujahr 1988, beim Oldtimer-Grand-Prix 2009 auf dem Nürburgring

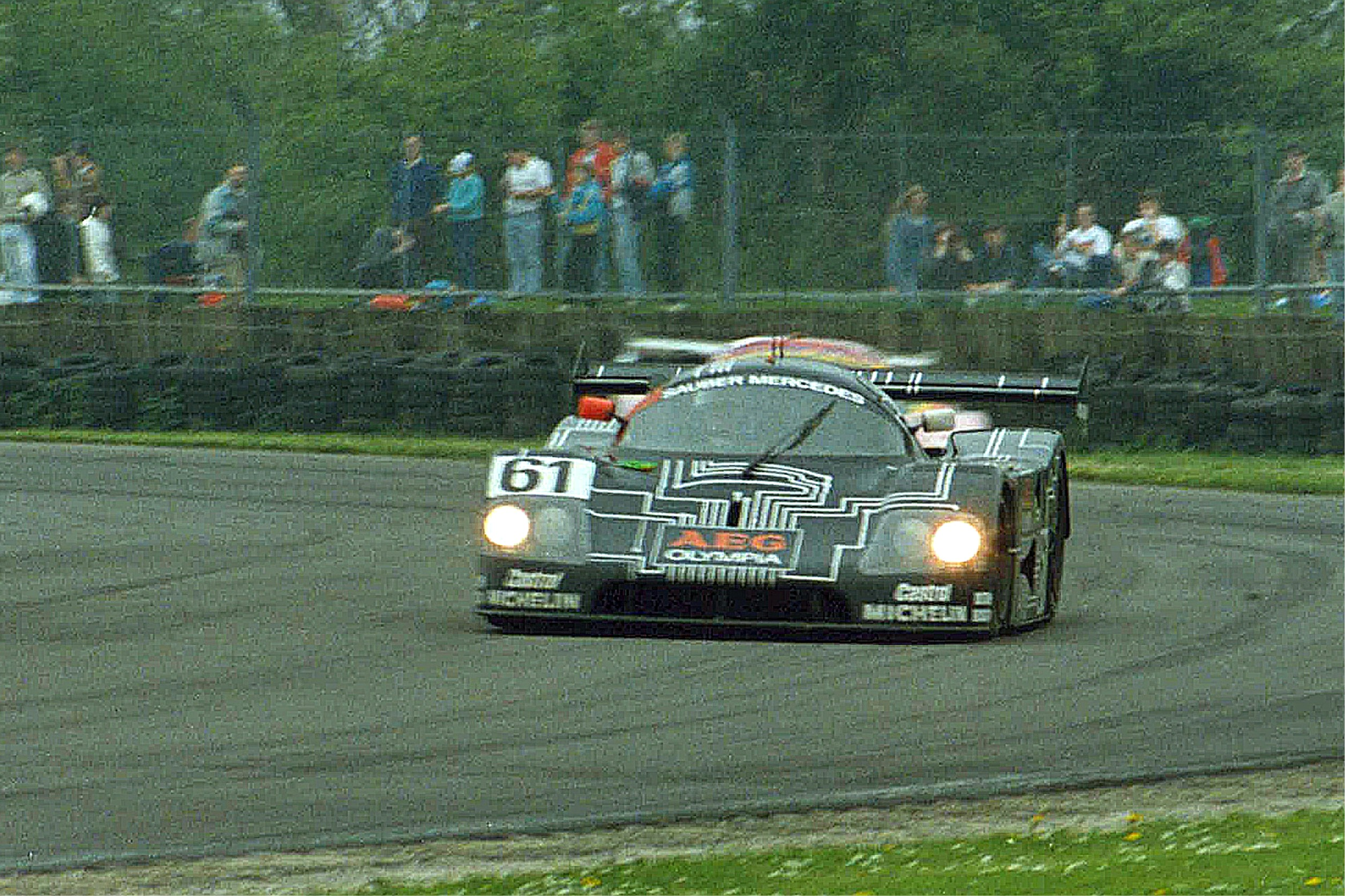
Ein Sauber C9 beim 1000-km-Rennen von Silverstone 1988

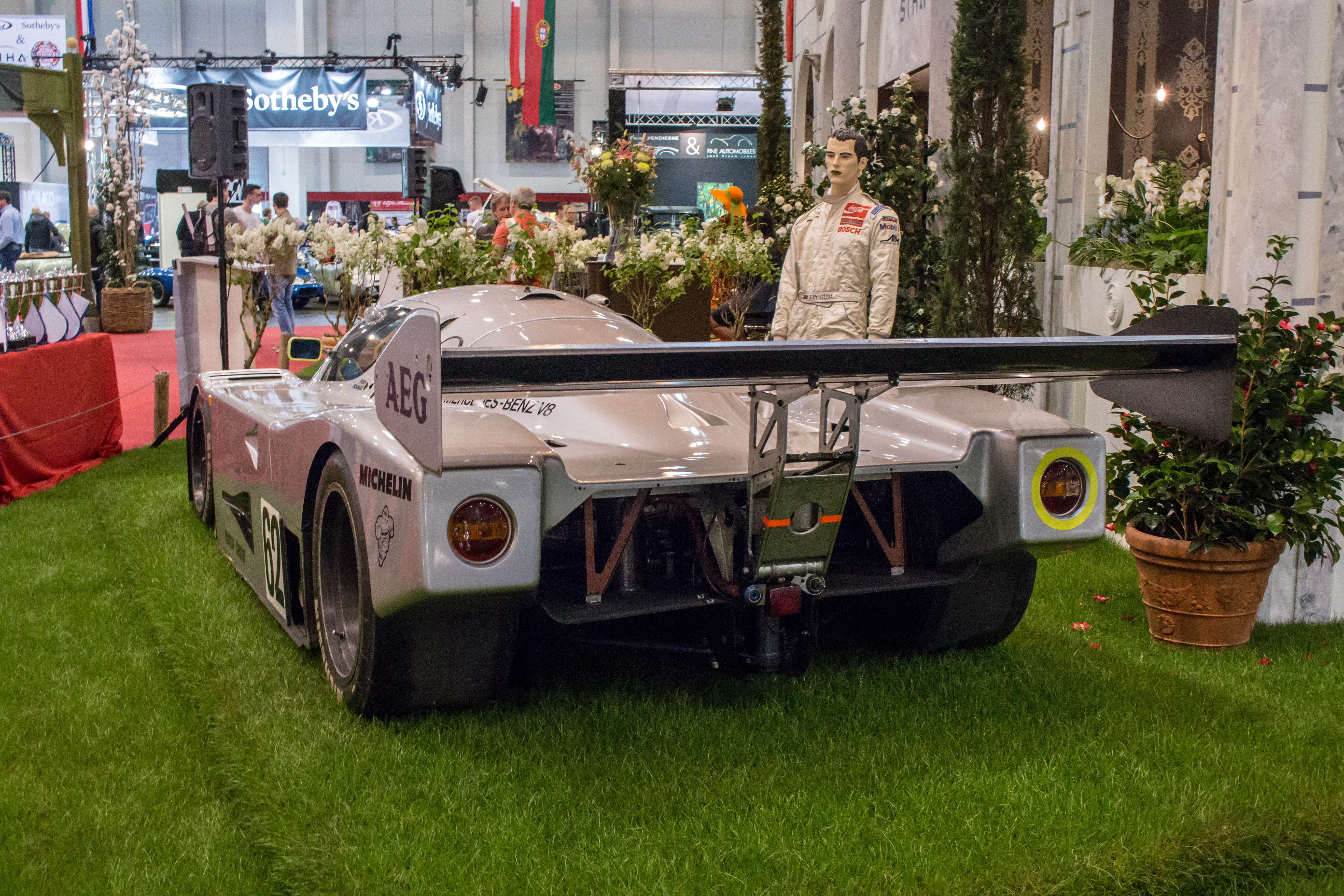
Heckansicht

Der Sauber C9 (bzw. Sauber-Mercedes C9 und 1990 Mercedes-Benz C9) war ein Gruppe-C-Rennwagen, der von 1987 bis April 1990 in der Sportwagen-Weltmeisterschaft (WSC) und beim 24-Stunden-Rennen von Le Mans eingesetzt wurde. Er löste seinen Vorgänger, den Sauber C8, ab.

## Geschichte
1987 als Nachfolger des C8 und als Fortsetzung der Partnerschaft von Sauber und Mercedes-Benz bestritt der C9 seine erste Saison in der Sportwagenweltmeisterschaft unter Kouros Racing, einer Parfümmarke von Yves Saint Laurent. Offiziell von Mercedes-Benz unterstützt, erreichte das Team nur den zwölften Platz. In Le Mans fielen beide Autos aus. Für 1988 stieg der Namensgeber und Sponsor Kouros aus, woraufhin das Team in Sauber-Mercedes umbenannt wurde. Mit AEG-Olympia als Sponsor erreichte es mit fünf Siegen den zweiten Platz in der Sportwagenweltmeisterschaft hinter dem Silk Cut Jaguar Team. Beim 24-Stunden-Rennen von Le Mans erlitt das Team jedoch einen Rückschlag. Wegen Reifenschäden im Training zog Sauber die Wagen zurück.
Mit sieben Siegen in den acht Rennen gewann das Team die Sportwagenweltmeisterschaft der Saison 1989. In der Qualifikation zum 24-Stunden-Rennen von Le Mans erreichte der C9 auf der Mulsannegeraden eine Geschwindigkeit von 389 km/h, die bis dahin zweithöchste Geschwindigkeit, die hier je erzielt wurde, nach einem WM P88, dessen Motor bei dieser Aktion infolge mangelnder Kühlung zerstört wurde. Im Rennen gewannen Manuel Reuter, Jochen Mass und Stanley Dickens im Sauber-Mercedes C9 das Rennen mit einer zurückgelegten Strecke von 5265,115 km. Zweiter wurde der Sauber-Mercedes C9 von Mauro Baldi, Kenny Acheson und Gianfranco Brancatelli, der dritte Sauber-Mercedes erreichte den fünften Platz.
Zum Saisonauftakt der Weltmeisterschaft 1990 am 8. April in Suzuka starteten die C9 ein letztes Mal in einem Rennen – jetzt als Mercedes-Benz C9 – und beendeten es mit einem Doppelsieg.
Sechs Sauber C9 wurden gebaut (je zwei 1987, 1988 und 1989). 1987 und 1988 waren sie dunkelblau lackiert, nach dem offiziellen Engagement von Mercedes-Benz aber seit Anfang 1989 silberfarben.

## Motor
Der hinter dem Fahrer eingebaute Motor (Mittelmotor) des C9 war zunächst ein für den Renneinsatz weiterentwickelter V-8-Zylinder, Typ M 117, mit Leichtmetallzylinderblock, der seit 1969 in den Serienlimousinen von Mercedes-Benz eingesetzt wurde. Dieses Aggregat hatte wie der Serienmotor eine durch Steuerkette angetriebene obenliegende Nockenwelle je Zylinderbank und zwei Ventile je Zylinder. Im Rennmotor waren die Zylinderlaufflächen Nikasil-beschichtet und hatten ölgekühlte Kolben. Titanteile verringerten das Gewicht um zwölf Kilogramm. Eine Spezialkurbelwelle mit Ausgleichgewichten, die eine Drehzahl von 9000/min ermöglichen sollte, kam nicht zum Einsatz.
1989 wurde der M-117-Motor durch den M 119 mit Vierventiltechnik und zwei Nockenwellen je Zylinderbank ersetzt. Bei diesem Triebwerk stieg das maximale Drehmoment von 810 auf 825 Nm, und der Druck des Turboladers konnte kurzzeitig auf 1,2 bar erhöht werden, wodurch in der Qualifikation eine Leistung von bis zu 590 kW (800 PS) zur Verfügung stand.
Bedingt durch das Gruppe-C-Reglement durfte der Verbrauch maximal 51 Liter pro 100 Kilometer betragen, was dem Fahrer höchste Aufmerksamkeit abverlangte, um in jeder Situation die nötige Leistung abzurufen, andererseits aber das Verbrauchslimit nicht zu überschreiten.

## Chassis, Fahrwerk und Karosserie
Das Chassis des C9 ist ein Aluminiummonocoque, das nur 48 kg wiegt. Die Räder sind an doppelten Dreiecksquerlenkern mit je einer Feder-Dämpfer-Einheit aufgehängt. Die hinteren Schraubenfedern und Dämpfer sind waagrecht liegend längs eingebaut und wirken über Umlenkhebel auf die Radaufhängung. Diese Anordnung war wegen der besonderen Ausformung der Karosserie erforderlich, durch die der damals übliche Ground effect erzielt wurde, der den Anpressdruck des Fahrzeugs auf die Fahrbahn erhöhte.

## Statistik

### Le-Mans-Ergebnisse des Teams Sauber-Mercedes
| Jahr | Start-Nr. | Fahrer | Platzierung             |
| ---- | --------- | --- | ----------------------- |
| 1988 | 61 62     | Mauro Baldi, James Weaver, Jochen Mass Klaus Niedzwiedz, Kenny Acheson                                                                                   | zurückgezogen           |
| 1989 | 61 62 63  | Mauro Baldi, Kenny Acheson, Gianfranco Brancatelli Jean-Louis Schlesser, Jean-Pierre Jabouille, Alain Cudini Jochen Mass, Manuel Reuter, Stanley Dickens | Platz 2 Platz 5 Platz 1 |

## Technische Daten
| Sauber-Mercedes C9          | 1987/88                                                                                                   | 1989/90                                                                                                   |
| --------------------------- | --- | --- |
| Motor                       | V8-Zylinder-Biturbo                                                                                       | V8-Zylinder-Biturbo                                                                                       |
| Motortyp                    | M117 | M119 |
| Bohrung × Hub               | 96,5 × 85 mm                                                                                              | 96,5 × 85 mm                                                                                              |
| Hubraum                     | 4973 cm³                                                                                                  | 4973 cm³                                                                                                  |
| Rennleistung                | 515 kW (700 PS) bei 7000/min                                                                              | 530 kW (720 PS) bei 7000/min                                                                              |
| Ventile                     | 2 pro Zylinder                                                                                            | 4 pro Zylinder                                                                                            |
| Nockenwellen (oben liegend) | 1 pro Zylinderbank                                                                                        | 2 pro Zylinderbank                                                                                        |
| Aufladung                   | je 1 KKK-Turbolader für jede Zylinderreihe mit Ladeluftkühler                                             | je 1 KKK-Turbolader für jede Zylinderreihe mit Ladeluftkühler                                             |
| Ladedruck                   | 0,5 bis 0,9 bar                                                                                           | max. 1,2 bar                                                                                              |
| Einspritzung                | Bosch-Motronic 1.7                                                                                        | Bosch-Motronic 2.7                                                                                        |
| Getriebe                    | Fünfgang-Renngetriebe (Basis Hewland VGC) mit Getriebeölkühler; Dreischeiben-Sintermetall-Trockenkupplung | Fünfgang-Renngetriebe (Basis Hewland VGC) mit Getriebeölkühler; Dreischeiben-Sintermetall-Trockenkupplung |
| Chassis                     | Selbsttragendes Aluminium-Monocoque aus 1,2–2 mm starkem Blech                                            | Selbsttragendes Aluminium-Monocoque aus 1,2–2 mm starkem Blech                                            |
| Radaufhängung               | vorn und hinten Doppelquerlenker, Schraubenfedern und Gasdruckdämpfer                                     | vorn und hinten Doppelquerlenker, Schraubenfedern und Gasdruckdämpfer                                     |
| Bremsen                     | Innenbelüftete Metall- oder CFC-Bremsscheiben mit Vierkolbenbremszangen                                   | Innenbelüftete Metall- oder CFC-Bremsscheiben mit Vierkolbenbremszangen                                   |
| Radstand                    | 2700 mm                                                                                                   | 2700 mm                                                                                                   |
| Reifen (vorn/hinten)        | Michelin 13" × 17"/14,5" × 19" Good-Year 13" × 17"/14,5" × 18"                                            | Michelin 13" × 17"/14,5" × 19" Good-Year 13" × 17"/14,5" × 18"                                            |
| Karosserie                  | Karosserie aus mit Kohlenstoff- und Aramidfasern verstärktem Kunststoff in Sandwichbauweise               | Karosserie aus mit Kohlenstoff- und Aramidfasern verstärktem Kunststoff in Sandwichbauweise               |
| Außenmaße                   | 4800 × 1980 × 1070 mm                                                                                     | 4800 × 1980 × 1070 mm                                                                                     |
| Tankinhalt                  | 99 Liter                                                                                                  | 99 Liter                                                                                                  |
| Leergewicht                 | ca. 900 kg                                                                                                | ca. 900 kg                                                                                                |
| Höchstgeschwindigkeit       | über 400 km/h                                                                                             | über 400 km/h                                                                                             |